# Parma uralkodóinak listája
Ez a lista a Parmai Hercegség uralkodóit tartalmazza. 1556-tól ők voltak Piacenza hercegei is, az osztrák örökösödési háború végétől, 1748-tól 1848-ig pedig Guastalla hercegei is.

## Parma hercegi (1545–1859)
| Uralkodó                                        | Portré | Uralkodása                                  | Uralkodási évei | Megjegyzés |
| ----------------------------------------------- | ------ | ------------------------------------------- | --------------- | --- |
| Farnese-ház                                     |        |                                             |                 | |
| Pier Luigi (1503–1547)                          |        | 1545. szeptember 16. – 1547. szeptember 10. | 1 év, 359 nap   | Alessandro Farnese és szeretője, Silvia Ruffini nemesasszony házasságon kívüli fia. Miután apja 1534-ben egyházfő lett, fia és családja örökös birtokává tette a Parmai és Piacenzai Hercegséget.                                                       |
| Ottavio (1524–1586)                             |        | 1547. szeptember 10. – 1586. szeptember 18. | 39 év, 8 nap    | Pier Luigi Farnese parmai herceg és Gerolama Orsini fia. Ezt megelőzően Castro hercege volt 1545 és 1547 között, majd 1553-tól haláláig ismét. |
| Alessandro (1545–1592)                          |        | 1586. szeptember 18. – 1592. december 3.    | 6 év, 76 nap    | Ottavio parmai herceg és Ausztriai Margit fia. 1578-tól anyai nagybátyja, II. Fülöp spanyol király megbízásából Németalföld kormányzója is. |
| I. Ranuccio (1569–1622)                         |        | 1592. december 3. – 1622. március 5.        | 29 év, 92 nap   | Alessandro Farnese parmai herceg és Portugáliai Mária fia. Parma, Piacenza és Castro hercegeként uralkodott az abszolút monarchia szellemében. |
| I. Odoardo (1612–1646)                          |        | 1622. március 5. – 1646. szeptember 11.     | 24 év, 190 nap  | I. Ranuccio Farnese parmai herceg és Margherita Aldobrandini fia. Kezdetben régens mellette nagybátyja, Odoardo Farnese bíboros, majd annak halálát követően édesanyja, Margherita.                                                                     |
| II. Ranuccio (1630–1694)                        |        | 1646. szeptember 11. – 1694. december 11.   | 48 év, 91 nap   | I. Odoardo Farnese parmai herceg és Margherita de′ Medici fia. 1648-ig régense atyai nagybátyja, Francesco Maria Farnese és édesanyja, Margherita. |
| Francesco (1678–1727)                           |        | 1694. december 11. – 1727. február 26.      | 32 év, 77 nap   | II. Ranuccio Farnese parmai herceg és Modenai Mária fia. Idősebb féltestvére, Odoardo trónörökös halála után feleségül vette annak özvegyét, Neuburgi Dorottya Zsófiát, ám nem születtek gyermekeik.                                                    |
| Antonio (1679–1731)                             |        | 1727. február 26. – 1731. január 20.        | 3 év, 328 nap   | Francesco Farnese parmai herceg testvére. Feleségül vette Modenai Henrieáttát, ám nem születtek örököseik, így a parmai trón Antonio unokaöccsére, Károly spanyol infánsra szállt.                                                                      |
| Bourbon-ház                                     |        |                                             |                 | |
| I. Károly olaszul: Carlo I (1716–1788)          |        | 1731. február 26. – 1735. október 3.        | 4 év, 219 nap   | V. Fülöp spanyol király és második felesége, Farnese Erzsébet fia. 1734-től nápolyi és szicíliai király is. Parmában régens a nevében anyai nagyanyja, Dorottya Zsófia özvegy hercegné. Fivére halálát követően spanyol király lett 1759-től.           |
| Habsburg–Lotaringiai-ház                        |        |                                             |                 | |
| II. Károly olaszul: Carlo II (1685–1740)        |        | 1735. október 3. – 1740. október 20.        | 5 év, 17 nap    | I. Lipót német-római császár és Neuburgi Eleonóra Magdolna fia. A lengyel örökösödési háborút lezáró egyezmények értelmében lett parmai herceg. Egyben magyar király és cseh király 1711 áprilisától, valamint német-római császár azon év októberétől. |
| Mária Terézia olaszul: Maria Teresa (1717–1780) |        | 1740. október 20. – 1748. október 18.       | 7 év, 364 nap   | VI. Károly német-római császár és Braunschweigi Erzsébet Krisztina leánya. Egyben magyar királynő és cseh királynő is. 1748-ban az osztrák örökösödési háborút lezáró aacheni békeszerződés értelmében Parma visszakerül a spanyolokhoz.                |
| Bourbon-ház parmai ág                           |        |                                             |                 | |
| I. Fülöp olaszul: Felipe I (1720–1765)          |        | 1748. október 18. – 1765. július 18.        | 16 év, 273 nap  | V. Fülöp spanyol király és második felesége, Farnese Erzsébet másik fia, III. Károly spanyol király testvére. A Bourbon-ház parmai ágának alapítója. |
| I. Ferdinánd olaszul: Ferdinando I (1751–1802)  |        | 1765. július 18. – 1802. október 9.         | 37 év, 83 nap   | I. Fülöp parmai herceg és Franciaországi Lujza Erzsébet fia, III. Károly spanyol király testvére. Halála után az aranjuezi szerződés értelmében országa a Francia Császárság része lett.                                                                |
| Francia Császárság (1802–14)                    |        |                                             |                 | |
| Jean Jacques Régis de Cambacérès (1753–1824)    |        | 1808. április 24. – 1814. április 11.       | 5 év, 352 nap   | Bonaparte Napóleon kiemelkedő államférfija a napóleoni háborúk idején, egyben Franciaország marsallja 1804-től. A császártól 1808-ban kapta meg a címzetes Parma hercege címet.                                                                         |
| Charles François Lebrun (1739–1824)             |        | 1808. április 24. – 1814. április 11.       | 5 év, 352 nap   | Cambacérès-hez hasonlóan jelentős francia államférfi. 1804-től a Francia Császárság főkincstárnoka, majd 1810-től Hollandia főkormányzója. 1808-ban kapta meg a címzetes Piacenza hercege címet.                                                        |
| Habsburg–Lotaringiai-ház                        |        |                                             |                 | |
| Mária Lujza olaszul: Maria Luisa (1791–1847)    |        | 1814. április 11. – 1847. december 17.      | 33 év, 250 nap  | I. Ferenc osztrák császár és Nápolyi és Szicíliai Mária Terézia leánya, I. Napóleon francia császár második felesége. A fontainebleau-i szerződés értelmében férje neki adta a Parmai Hercegséget.                                                      |
| Bourbon-ház parmai ág                           |        |                                             |                 | |
| II. Károly olaszul: Carlo II (1799–1883)        |        | 1847. december 17. – 1849. március 14.      | 1 év, 87 nap    | I. Ferdinánd parmai herceg unokája, I. Lajos etruriai király és Spanyolországi Mária Lujza Jozefa fia. A népek tavasza következtében 1849-ben lemondott a trónról fia, Károly javára.                                                                   |
| III. Károly olaszul: Carlo II (1823–1854)       |        | 1849. március 14. – 1854. március 27.       | 4 év, 13 nap    | II. Károly parmai herceg és Savoyai Mária Terézia fia. Tévesen mérte fel a Hercegségben uralkodó közhangulatot, így 1854. március 26-án este egy merénylő leszúrta, majd másnapra elhunyt.                                                              |
| I. Róbert olaszul: Robert I (1848–1907)         |        | 1854. március 27. – 1859. szeptember 15.    | 5 év, 172 nap   | III. Károly parmai herceg és Louise Marie Thérèse d’Artois fia. Kiskorúsága révén a Hercegség régense édesanyja. Az ő leánya volt az utolsó osztrák császárné és magyar királyné, Zita.                                                                 |
| Szárd–Piedmonti Királyság                       |        |                                             |                 | |

## Parma címzetes hercegei 1860 után
- 1860–1907: I. Róbert (1848–1907), Zita magyar királyné édesapja.
- 1907–1939: I. Henrik (1873−1939), I. Róbert herceg fia
- 1939–1950: I. József (1875−1950), I. Róbert herceg fia
- 1950–1959: I. Illés (Elias, 1880–1959), I. Róbert herceg fia.
- 1959–1974: II. Róbert (1909–1974), Illés herceg fia.
- 1974–1977: I. Xavér (Saverio, 1889–1977), I. Róbert herceg fia.
- 1977-2010: IV. Károly (Hugó) (1930-2010), I. Xavér herceg fia.
- 2010-től: V. Károly (* 1970), IV. Károly Hugó herceg fia.

## Fordítás
- Ez a szócikk részben vagy egészben  a   Duca di Parma című olasz Wikipédia-szócikk fordításán alapul.  Az eredeti cikk szerkesztőit annak laptörténete sorolja fel. Ez a jelzés csupán a megfogalmazás eredetét és a szerzői jogokat jelzi, nem szolgál a cikkben szereplő információk forrásmegjelöléseként.
- Ez a szócikk részben vagy egészben  a   Liste der Herrscher von Parma című német Wikipédia-szócikk fordításán alapul.  Az eredeti cikk szerkesztőit annak laptörténete sorolja fel. Ez a jelzés csupán a megfogalmazás eredetét és a szerzői jogokat jelzi, nem szolgál a cikkben szereplő információk forrásmegjelöléseként.
- Ez a szócikk részben vagy egészben  a   Ducato di Parma e Piacenza című olasz Wikipédia-szócikk fordításán alapul.  Az eredeti cikk szerkesztőit annak laptörténete sorolja fel. Ez a jelzés csupán a megfogalmazás eredetét és a szerzői jogokat jelzi, nem szolgál a cikkben szereplő információk forrásmegjelöléseként.